# Ziua Constituției (Spania)
Începând din 1983, în Spania, pe 6 decembrie, se sărbătorește aniversarea  [Referendumul constituțional din Spania, 1978|referendumului din 1978], referendum prin intermediul căruia [Pueblo español según la Constitución|poporul spaniol] a aprobat cu o largă majoritate, actuala [Constituția Spaniei|Constituție], fiind publicată în Buletinul Oficial de Stat  pe 29 decembrie al aceluiași an (1983), și intrând în vigoare în aceeași zi (deodată cu publicarea sa). În fiecare 6 decembrie, [Administración Pública de España|Administrația (spaniolă) de Stat], [Forțele armate ale Spaniei|Forțele Armate Spaniole] și instituțiile de învățământ celebrează Ziua Constituției prin diverse acțiuni comemorative.

În expunerea de motive a Decretului Regal, se specifică următoarele:
„Pentru a solemniza în mod corespunzător aniversarea datei la care poporul spaniol a ratificat prin referendum Constituția, Guvernul a considerat oportun să adopte măsurile care sa conducă la acest rezultat.”